# Hiskatherium
Hiskatherium es un género extinto de un pequeño perezoso terrestre del Mioceno de Bolivia. La especie tipo H. saintandrei fue nombrada en 2011 sobre la base de una mandíbula. Aunque no fue situado en una familia específica, Hiskatherium es similar a los perezosos extintos Hapalops y Xyophorus.